# Triumph 13/35
La 13/35, o 12.8,  è stata un'autovettura prodotta dalla Triumph dal 1924 al 1926.

## Storia
Il modello aveva installato un motore a quattro cilindri in linea a valvole laterali da 1.872 cm³ di cilindrata. L'alesaggio e la corsa erano, rispettivamente, di 72 mm e 115 mm. Questo propulsore era dotato di un solo carburatore Zenith ed erogava 36 bhp di potenza.
La 13/35 e la 15/50 sono state le prime vetture britanniche prodotte in serie ad aver installato i freni idraulici sulle quattro ruote. Sulla 13/35 erano prodotti dalla Lockhead. Il cambio era manuale a tre rapporti. La carrozzeria era disponibile in versione torpedo e berlina.
La 13/35 era in vendita ad un prezzo compreso tra le 375 e le 495 sterline.